# Ржицманице
Ржицманице (чеш. Řícmanice) — деревня в Южно-Моравском крае, в районе Брно-пригород, примерно в 11 км от города Брно. Население составляет 818 человек (на 2020 год). Ржицманице, это небольшая деревня, занимает площадь примерно 1,50 км2.

## География
Центр деревни находится на высоте 280 м над уровнем моря и со всех сторон окружен лесистыми холмами с высотами от 320 до 470 м.

## История
Первое упоминание о Ржицманице датируется 1210 годом. В начале XVII века здесь было 11 домов и мельница. Во время Тридцатилетней войны деревня была заброшена. В 1750 году село состояло из 20 домов, в 1790 году было уже 35 домов с 209 жителями, в 1834 году уже было 40 домов и 268 жителей. В 1852 году была построена первая школа.

## Население
| Год  | Численность | Численность |
| ---- | ----------- | ----------- |
| 1869 | 390         | [ 6 ]       |
| 1880 | 348         | [ 6 ]       |
| 1890 | 431         | [ 6 ]       |
| 1900 | 469         | [ 6 ]       |
| 1910 | 541         | [ 6 ]       |
| 1921 | 569         | [ 6 ]       |
| 1930 | 673         | [ 6 ]       |
| 1950 | 735         | [ 6 ]       |
| 1961 | 735         | [ 6 ]       |
| 1970 | 677         | [ 6 ]       |
| 1980 | 600         | [ 6 ]       |
| 1991 | 541         | [ 6 ]       |
| 2001 | 572         | [ 6 ]       |
| 2014 | 770         | [ 7 ]       |
| 2016 | 778         | [ 8 ]       |
| 2017 | 800         | [ 9 ]       |
| 2018 | 811         | [ 10 ]      |
| 2019 | 820         | [ 11 ]      |
| 2020 | 818         | [ 12 ]      |
| 2021 | 808         | [ 13 ]      |
| 2022 | 816         | [ 14 ]      |
| 2023 | 838         | [ 15 ]      |
| 2024 | 835         | [ 4 ]       |

## Экономика
Рядом с деревней, к северу, находится дендрарий. Примерно через 500 метров от дендрария стоит деревянный крест. В деревне есть ресторан, магазин, автомастерские и другие предприятия. Ежегодно в деревне проводятся традиционные местные праздники. Через деревню проходит пешая тропа здоровья «HVOZD». Из достопримечательностей можно отметить функционалисткую виллу Ольги и Бедржиха Бенешей.

## Города-побратимы
- Дольне Салиби, Словакия

## Галерея
- Здание администрации
- Пожарная часть
- Вилла Ольги и Бедржиха Бенешей
- Крест на площади
- Памятник павшим
- Кладбище
- Деревянный крест возле дендрария